# Be Quiet
"Be Quiet"는 대한민국의 가수 김완선의 노래이다. 2011년 10월 25일 로엔엔터테인먼트를 통해 디지털 싱글 형식으로 발매되었다.

## 개요
비스트의 용준형이 랩 피처링과 함께 Joker의 명의로 신사동호랭이, 신인 작곡가 김태주와 더불어 작사, 작곡, 편곡에 모두 참여했고, 그 때문인지 통상적인 피처링 표기가 아닌 '김완선, 용준형' 또는 '김완선 & 용준형'의 명의로 음원사이트에 등록되었다.